# Engineering Data Message
Engineering Data Message (ENGDAT) ist ein Industriestandard zum elektronischen Datenaustausch (EDI) von CAD-Dateien zwischen CAD-Arbeitsplätzen verschiedener Unternehmen. Er entspricht der Empfehlung 4951 des Verbands der Automobilindustrie (VDA) sowie dem Odette-Standard ODG11ED9206.
Die Nutzdaten werden mit einer strukturierten Metadaten-Datei zu einer Nachricht zusammengefasst und versendet. Die Metadaten enthalten unter anderem Informationen über Sender und Empfänger, optional auch über Zweck, Status und Freitext.
Eine Ergänzung ist ENGPART (für Engineering Partner Message), das Nachrichten zum Austausch von Partnerstammdaten der CAD-Arbeitsplätze definiert.
Die Dateien werden über sogenannte logische Dateinamen zusammengehalten, die bei allen Dateien mitübertragen werden. Der logische Dateiname, zum Beispiel ENG040317135500ABCDE002001, besteht aus 26 Zeichen und setzt sich wie folgt zusammen: „ENG“, Datum und Uhrzeit, Adresscode, Anzahl der Dateien sowie die laufende Nummer der Datei.
ENGDAT und ENGPART basieren auf dem Transportprotokoll Odette File Transfer Protocol (OFTP, VDA-Empfehlung 4914/2).